# Rondo Czyżyńskie w Krakowie
Rondo Czyżyńskie – skrzyżowanie w Krakowie zlokalizowane na północny wschód od Starego Miasta, w Czyżynach, u zbiegu alei Pokoju, alei Jana Pawła II i ulicy Bieńczyckiej. Jest to jedno z najważniejszych skrzyżowań w Krakowie. Jest ono dwupoziomowe - na powierzchni znajdują się jezdnie dla samochodów, infrastruktura rowerowa, rozjazdy tramwajowe i przystanki, natomiast pod powierzchnią ronda znajdują się przejścia podziemne, z których osiem wyjść prowadzi na wszystkie cztery narożniki skrzyżowania, jak również na przystanki tramwajowe.

## Historia
Powstało w latach 70. XX wieku, po zbudowaniu kilka lat wcześniej nowej arterii, dochodzącej od strony południowej – alei Pokoju i przebudowie na drogę czteropasmową, dwujezdniową z torowiskiem tramwajowym pośrodku ulicy Bieńczyckiej. W tym miejscu do lat 80. XIX wieku istniał dwór zarządcy Czyżyn, który miał się wówczas spalić. Opodal ronda znajdowała się zwrotnica kolejowa na zlikwidowanej na początku lat 70. linii kolejowej nr 111 (Kraków Główny – Kocmyrzów), od której odchodziła linia do Mogiły. Do dziś zachowały się elementy infrastruktury tej linii kolejowej jak fragment nasypu kolejowego i stary znak przejazdu kolejowo-drogowego (Krzyż świętego Andrzeja). W latach 2014–2015 został przeprowadzony generalny remont Ronda Czyżyńskiego w ramach szerszej inwestycji polegającej na przebudowie całego ciągu komunikacyjnego ulic Mogilskiej i alei Jana Pawła II od Ronda Mogilskiego do Placu Centralnego. W ramach tych prac zostały gruntownie zmodernizowane jezdnie dla samochodów, torowiska tramwajowe i rozjazdy, przystanki tramwajowe przesunięto na wyloty skrzyżowania (dotychczas znajdowały się one przed wjazdem na skrzyżowanie), gruntownej przebudowie uległy przejścia podziemne i uzupełnione zostały brakujące fragmenty infrastruktury rowerowej na węźle. Uzupełniono również brakujące relacje skrętne dla tramwajów. W ramach przebudowy nie zostały zmienione natomiast rozwiązania komunikacyjne na jezdniach i układ większości torów tramwajowych na rozjazdach.

## Współczesność
Przez Rondo Czyżyńskie obecnie (2024) prowadzi jedyny możliwy wjazd dla tramwajów na torowiska na obszarze Nowej Huty i jest położone na głównej trasie z centrum Krakowa do Nowej Huty i dalej w kierunku Niepołomic i Sandomierza oraz na trasie wylotowej z Krakowa w kierunku Proszowic i Buska-Zdroju (droga wojewódzka nr 776).

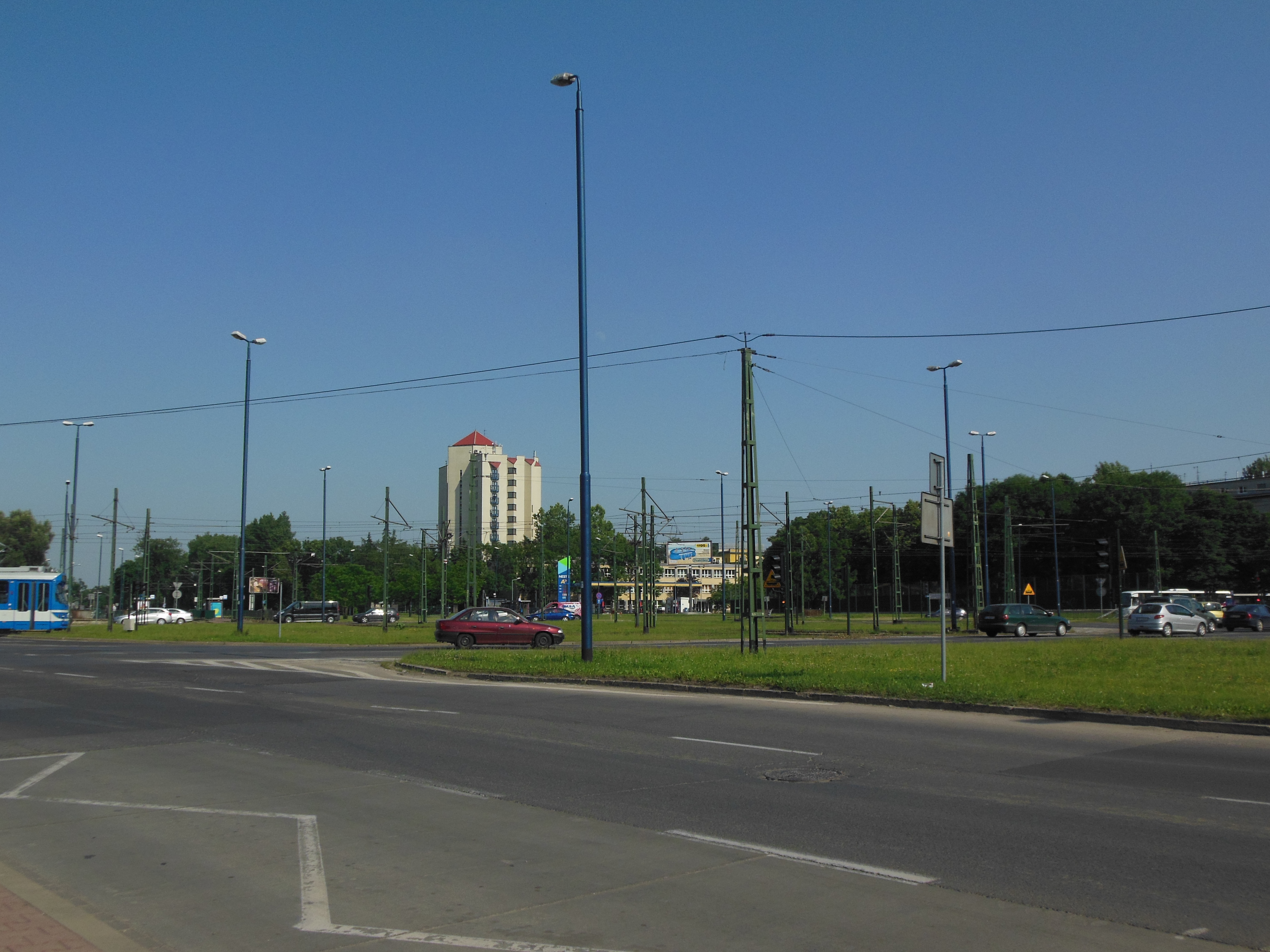
Widok od północnego zachodu, przed przebudową, 2013
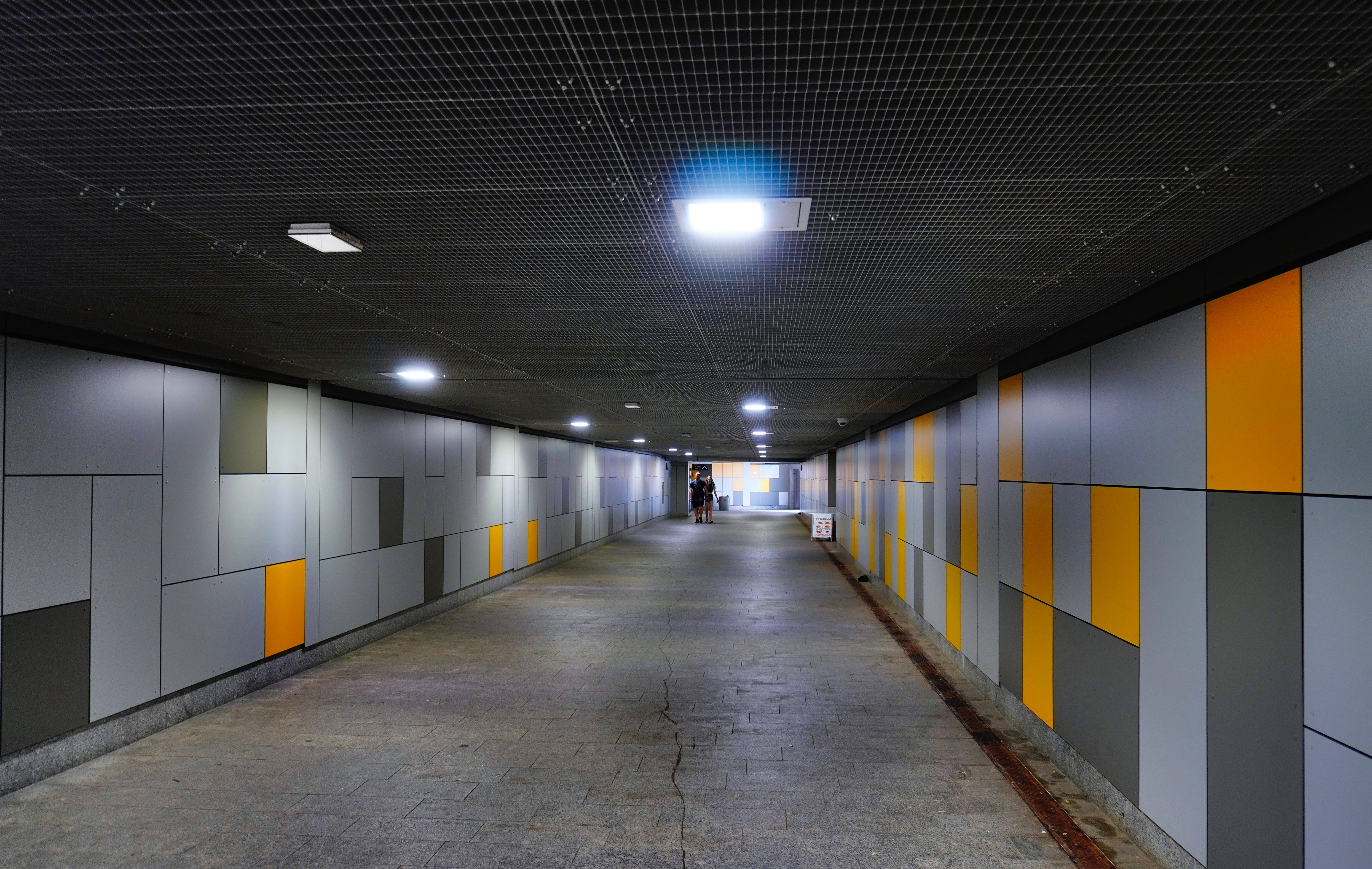
Przejście podziemne pod rondem
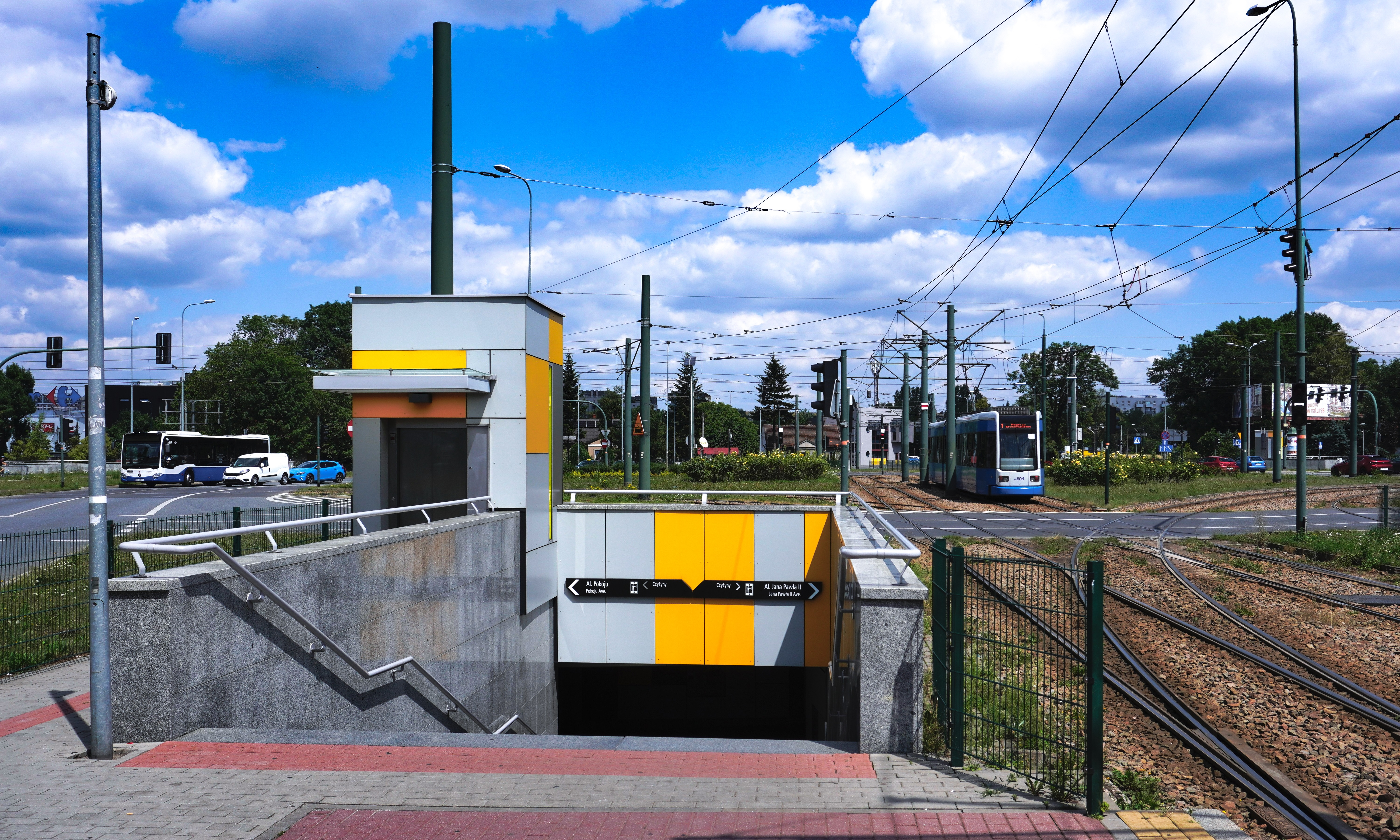
Zejście do przejścia podziemnego i szyb windowy od strony przystanku tramwajowego
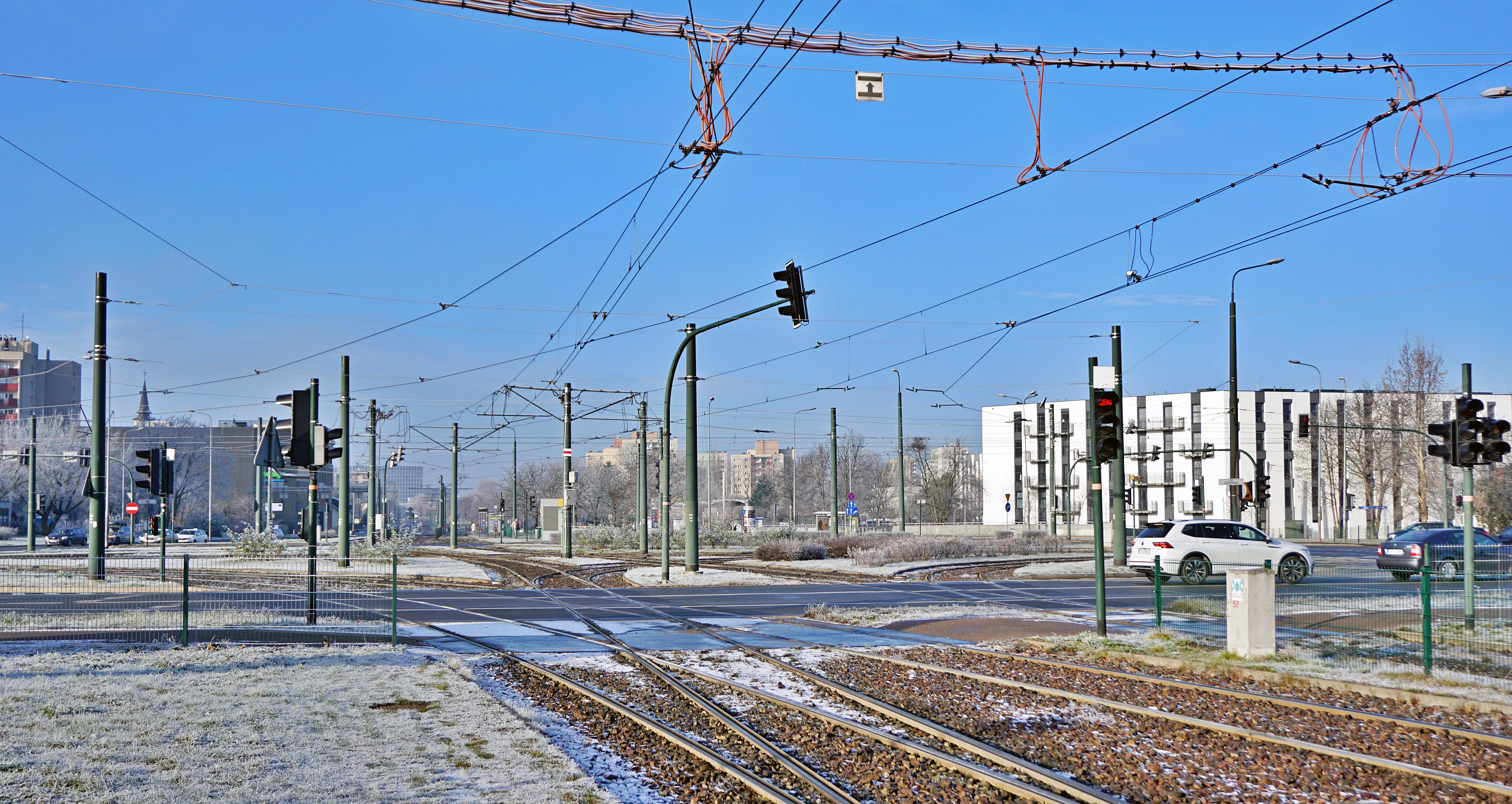
Rondo w zimowej scenerii
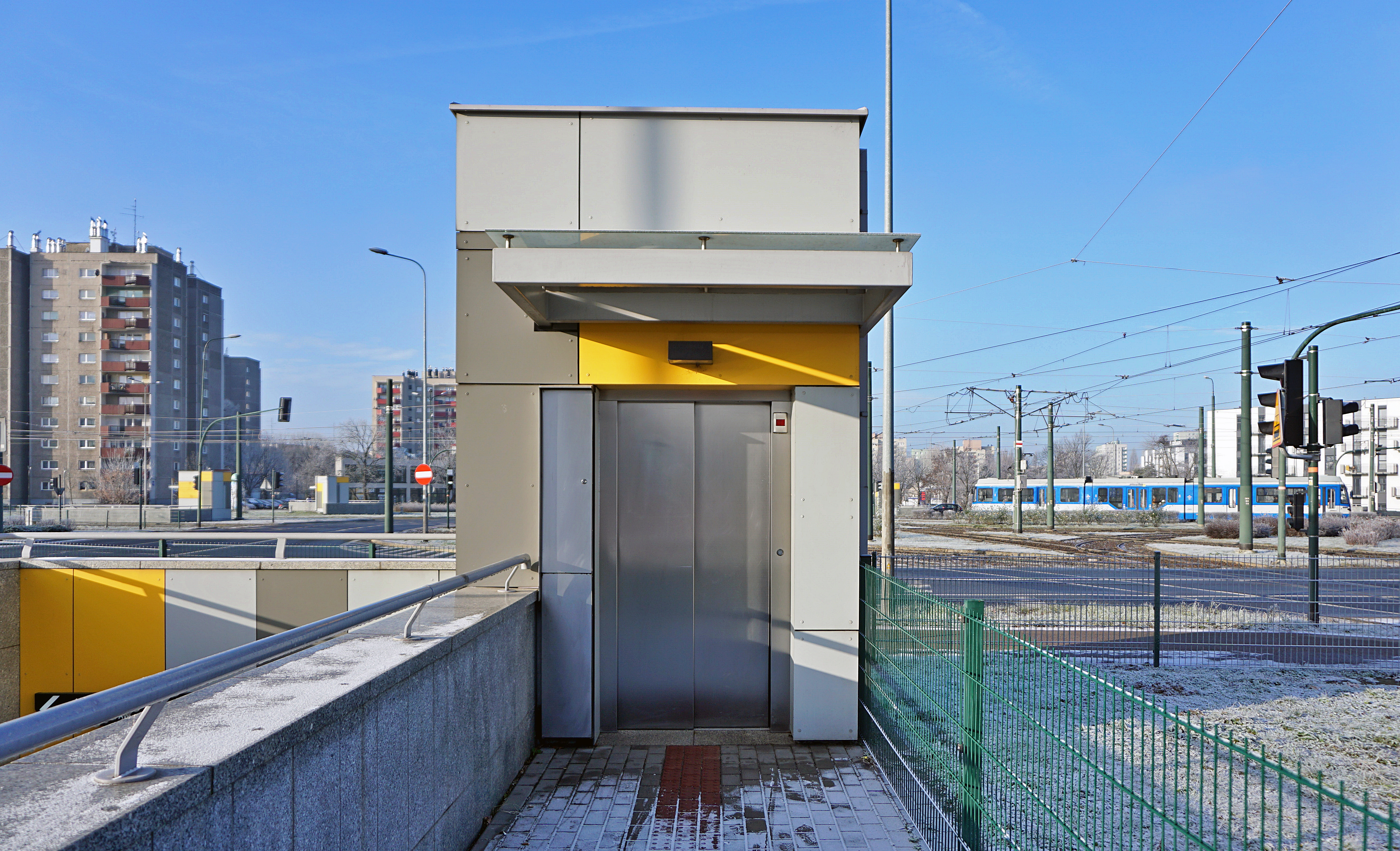
Winda umożliwiająca wjazd na górny i dolny poziom ronda

## Komunikacja
Rondo Czyżyńskie jest ważnym węzłem komunikacyjnym w krakowskiej sieci transportowej i z tego powodu ma ono połączenia tramwajowe i autobusowe niemal z każdą częścią miasta, jak również aglomeracji.

## Otoczenie ronda
W niedalekim otoczeniu Ronda Czyżyńskiego znajdują się m.in.:
- Centrum Handlowe Czyżyny
- Dworzec Autobusowy „Czyżyny”
- Kościół św. Judy Tadeusza
- Zakłady Tytoniowe Philip Morris Polska S.A.